# Asfixia
La asfixia es una condición de suministro deficiente de oxígeno al cuerpo que surge de una respiración anormal. Se aplica a una variedad de condiciones en las cuales la interfieren en el intercambio respiratorio es el factor común, y a los cambios que  suceden durante la carencia del proceso de respiración. En los seres vivos, el oxígeno presente en el aire o en el agua es un elemento vital de la actividad celular.
En la asfixia, el aire no puede entrar en los pulmones y el oxígeno no llega a la sangre circulante.
Se puede producir por razones que impidan la entrada de oxígeno, por su falta total o parcial en el fluido respirado o por incapacidad de los transportadores que lo hacen llegar de los pulmones a los tejidos a través de la sangre.
Cuando el nivel de oxígeno en el medio tisular es nulo, se habla de anoxia y cuando su falta es menor, se lo conoce como hipoxia.

## Causas de asfixia
Entre otras causas de asfixia se encuentran el ahogamiento y el atragantamiento, el envenenamiento por gases, el enviciamiento del aire respirado, la sobredosis de narcóticos, la electrocución, la obstrucción de las vías respiratorias por cuerpos extraños y la estrangulación. Vale mencionar que asfixia e hipoxia son conceptos distintos, aunque suelen relacionarse: en los casos de inhalación de gases hablamos de una hipoxia; en cambio un caso de estrangulamiento o el caso de atragantarse son considerados asfixia.
Para evitar un daño cerebral irreparable al detenerse la oxigenación tisular, se debe instaurar inmediatamente algún tipo de respiración artificial. La mayoría de las personas, plantas y animales mueren cuatro a seis minutos después de la parada respiratoria si no se les ventila de forma artificial.